# Opacità
In mineralogia e in scienza dei materiali, l'opacità è una proprietà fisica che indica la qualità della trasmissione della luce da parte della superficie di un materiale (o, più in particolare, di un minerale). Precisamente con opacità si intende la proprietà caratteristica della maggior parte dei minerali metallici di impedire la trasmissione della luce; con il termine diafanità, invece, si vuole indicare la limpidezza e trasparenza caratteristica del vetro determinata da una totale trasmissione della luce.
In termini di opacità/diafanità la superficie di un materiale può essere: 
- Trasparente: se trasmette completamente la luce e attraverso di essa è possibile osservare un oggetto senza che l'immagine ne sia alterata;
- Traslucida: se trasmette la luce solo parzialmente e attraverso di essa è possibile osservare l'immagine di un oggetto alterata in colore o nitidezza;
- Opaca: se non consente trasmissione della luce e attraverso di essa non è possibile osservare oggetti.